# 69届初中生
《69届初中生》是王安忆的首部长篇小说。具有半自传的色彩，讲述了成长于特定历史时期的主人公“雯雯”的际遇和心理历程。

## 内容
该长篇小说描写了初中生“雯雯”孩提时代到知青时代的生活，她曾亲眼目睹了毛泽东时代的政治斗争：公私合营、反右、大跃进、大饥荒、文化大革命，由于文化大革命，使得她的学业中断，当了知识青年（知青），返回家乡上海以后，在工厂上班。

## 角色
- 雯雯：出生于中华人民共和国建国之初，正好经过毛泽东发起的各项政治斗争运动，后来在文化大革命中下放当知识青年，返家之后，在工厂上班为生。